# Palastartiger Komplex von Monastiraki

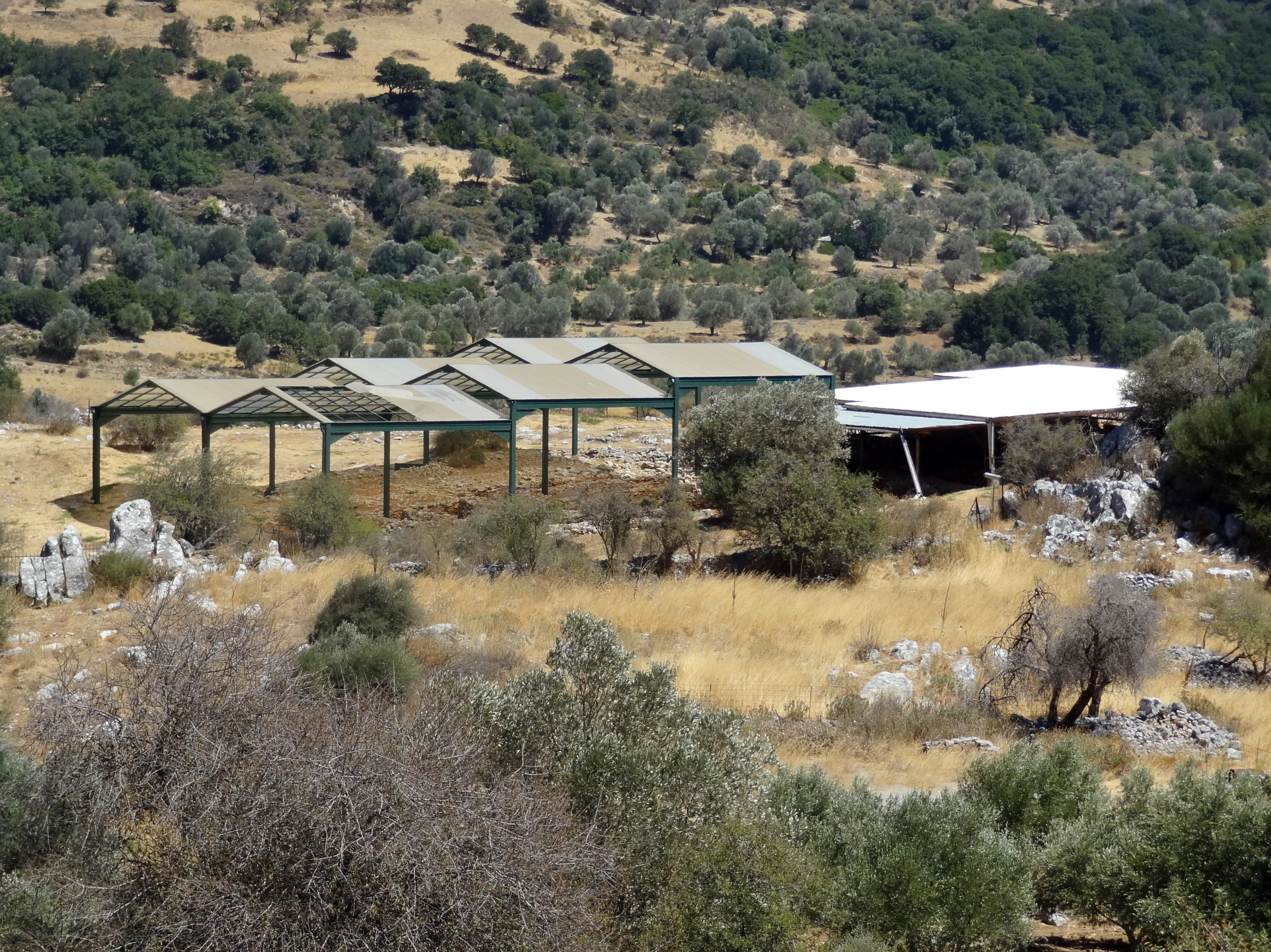
Ausgrabungsstätte von Monastiraki

Der palastartige Komplex von Monastiraki bezeichnet eine archäologische Ausgrabungsstätte nordöstlich der Ortschaft Monastiraki im Amari-Becken auf der griechischen Insel Kreta. Er wurde im Zeitraum von 1900 bis 1700 v. Chr. der minoischen Altpalastzeit genutzt. Nach der Zerstörung durch ein Feuer infolge eines Erdbebens am Ende der Periode MM II wurde die palatiale Stätte nicht wieder aufgebaut. Lediglich in SM III C im 12. Jahrhundert v. Chr. waren Teile des über 300.000 m² großen Komplexes wieder besiedelt.

## Lage
Monastiraki (griechisch Μοναστηράκι) befindet sich im Gemeindebezirk Syvritos (Σύβριτος) der Gemeinde Amari (Αμάρι). Das Dorf liegt 4,2 Kilometer südöstlich des Gemeindesitzes Agia Fotini (Αγία Φωτεινή) und 23 Kilometer südöstlich von Rethymno, der Hauptstadt des Regionalbezirks Rethymno, zu dem die Gemeinde Amari gehört. Die naturräumliche Lage im Zentrum des Amari-Beckens war für die Gründung der minoischen Stätte sicher von Bedeutung. Das fruchtbare, hügelige Tal zieht sich von Nordwest nach Südost zwischen den Gebirgszügen des Psiloritis (Ψηλορείτης; im Altertum Ida) im Nordosten und des Kedros (Όρος Κέδρος) im Südwesten. Das Amari-Becken wird von dem kleinen Fluss Platy (Πλατύ) bewässert, der nordöstlich an Monastiraki vorbeifließt und bei Agia Galini ins Libysche Meer, einen Teil des Mittelmeers, mündet. Die Ausgrabungsstätte liegt um den Hügel Kokkinos Charakas (Κόκκινος Χάρακας) zwischen dem Platy und Monastiraki, etwa 200 Meter vom Dorf im Südwesten entfernt, und ist von diesem über eine unbefestigte Straße zu erreichen.

## Ausgrabungen
Erste Ausgrabungen in Monastiraki erfolgten nach der deutschen Besetzung Kretas während des Zweiten Weltkriegs. Sie basierten auf den Aufzeichnungen des britischen Archäologen und Vizekonsuls John Pendlebury, der am 22. Mai 1941 bei der militärischen Einnahme der Insel durch deutsche Fallschirmjäger getötet wurde. Die Ausgrabungen wurden 1942 unter der Leitung von Ernst Kirsten für das Deutsche Archäologische Institut durchgeführt. Dabei beschränkten sich die deutschen Grabungen auf das nordwestliche Fundgebiet.

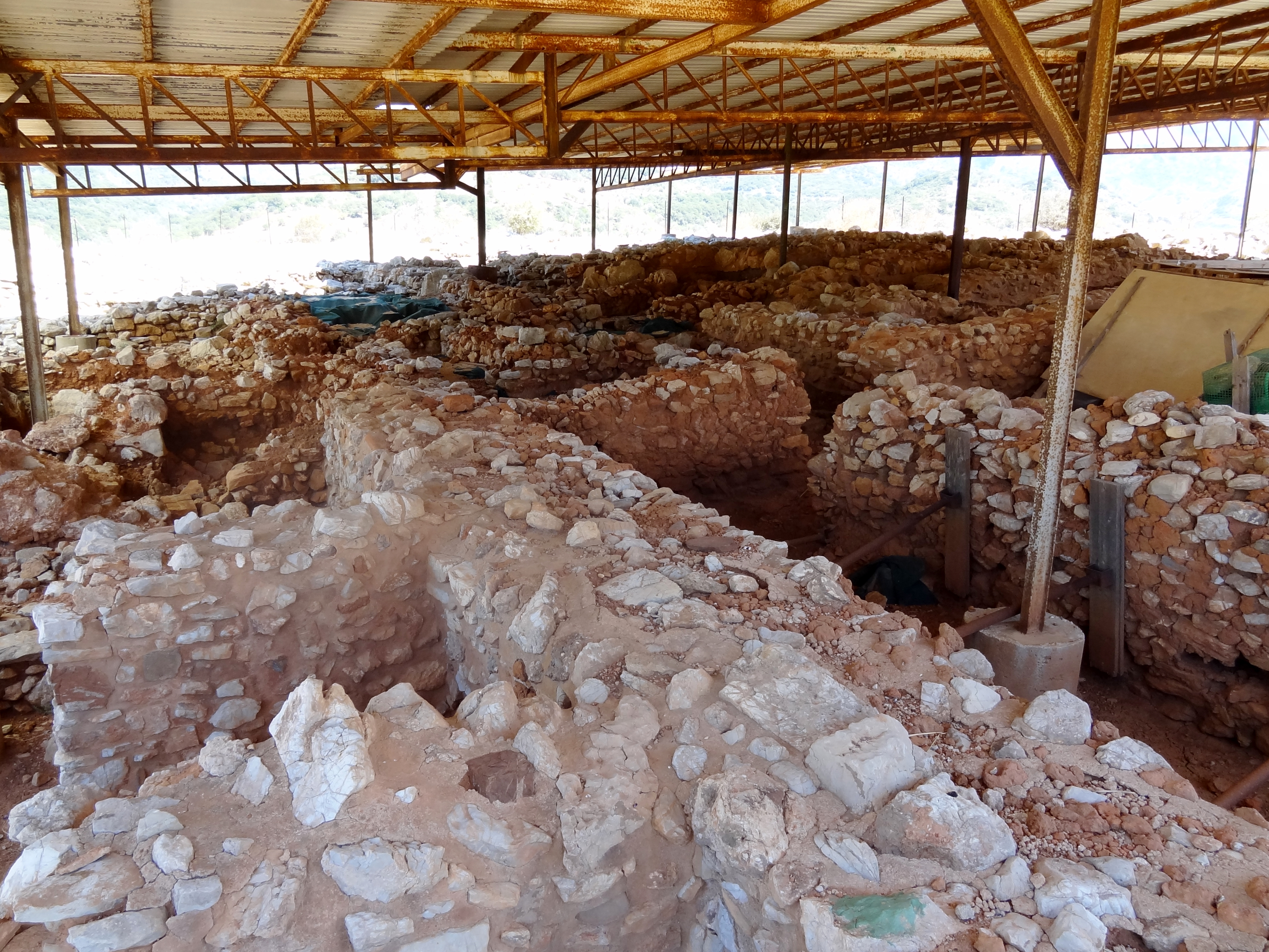
Südöstliches Grabungsgebiet

Ab 1980 begann das Institut für Archäologie und Kunstgeschichte der Universität Kreta unter der Leitung von Athanasia Kanta mit systematischen Ausgrabungen. Von 1982 bis 1984 beteiligte sich die Universität Neapel an den Grabungen. Die italienischen Tätigkeiten beschränkten sich auf das nördliche und nordwestliche Ausgrabungsgebiet, während die griechischen Ausgräber neben den nordwestlichen und westlichen Bereichen ein großes Gelände im Südosten freilegten. Das südöstliche Grabungsgebiet ist heute zum Schutz vor Witterungseinflüssen überdacht. Die letzte große Grabungskampagne fand 1999 statt. Seit 2006 arbeiten das Centro Euromediterraneo per i Beni Culturali (CEM) und das griechische Kulturministerium an der Einrichtung eines „integrierten archäologischen Parks“ auf der Ausgrabungsstätte von Monastiraki.
Da der Kernbereich des minoischen Komplexes nach seiner Zerstörung um 1700 v. Chr. nicht wieder überbaut wurde, konnten hier wertvolle Informationen über die entsprechende Epoche der minoischen Kultur gewonnen werden. Die Ausgrabungsstätten von Knossos und Phaistos weisen zeitgleich ähnliche Zerstörungshorizonte auf, die durch nachfolgende Wiederbesiedlung jedoch verwischt sind. In Monastiraki waren zweigeschossige Gebäude auf starken Mauern errichtet. In ihnen fand man Lagerräume mit Pithoi und drei Siegelarchive in situ vor. Die Überreste des Inhalts der gefundenen Pithoi und große Mengen von Tierknochen geben Einblicke in die Wirtschaft und Ernährung der Menschen der Altpalastzeit. In dreibeinigen Kesseln stellte man Wachsreste, Spuren von Gemüse und einen Hinweis auf Weinherstellung unter Zusatz von geröstetem Eichenholz fest. Raspelgefäße dienten der Herstellung von Ölen, gefunden in Verbindung mit Kultgeräten. Getränkereste stammen von einer Art Bier sowie Wein, Honigmet und Weinbrand, letzterer möglicherweise in Pithoi gebrannt, in denen verkohlte Weintrauben lagen. Die Fundstücke, darunter Keramik in provinziellem Kamares-Stil und hunderte von Tonsiegel, weisen auf eine Beziehung zu Phaistos. Unter den Funden befindet sich auch das Tonmodell eines Altars.
Das Auffinden von großen Vorratslagern, Tonsiegelarchiven und Miniaturmodellen von Kultschreinen deutet darauf hin, dass in mittelminoischer Zeit bei Monastiraki ein ökonomisches, administratives und religiöses Zentrum existierte. Der planmäßige Grundriss mit der aufgefundenen Kanalisation zeugt von einer starken Zentralgewalt. Übereinstimmungen in den Funden deutet C. Michael Hogan dahingehend, dass der Komplex von Monastiraki eine Niederlassung von Phaistos war, die der Ort in der Messara in mittelminoischer Zeit gründete, um Naturressourcen im Amari-Becken zu erschließen. Auch Athanasia Kanta sieht in Monastiraki eine Dependenz von Phaistos.